# Ломидол
Ломидол (на английски: Rivendell) е най-предната позиция на елфите в Средната земя, фантастичен свят създаден от Джон Роналд Руел Толкин. Ломидол е наречен в книгите и Последният уютен дом на изток от морето подобно на Валинор, който се намира западно от морето. Мястото е открито от Елронд през Втората ера на Средната земя (четири или пет хилядолетия преди събитията от „Властелинът на пръстените“). Заедно със самия Елронд там се заселват и други известни от книгите елфи, между които са Арвен и Глорфиндел.
В историята описана в „Хобитът“ Билбо Бегинс и джуджета минават през Ломидол на път към Самотната планина, както и по обратния път към Графството заедно с Гандалф.
Във "Властелинът на пръстените“ в Ломидол пристига Фродо Бегинс и останалите членове на Задругата и там Фродо среща отново Билбо Бегинс, който се оттегля там, за да завърши живота си. Именно в Ломидол се решава по-нататъшната съдба на Единствения пръстен и оттам тръгва Задругата на Пръстена със задачата да го отнесе в Мордор и да го унищожи.
На езика на елфите Ломидол се нарича Имладрис.